# Gran Premio de los Países Bajos de Motociclismo de 1968
El Gran Premio de los Países Bajos de Motociclismo de 1968 fue la cuarta prueba de la temporada 1968 del Campeonato Mundial de Motociclismo. El Gran Premio se disputó el 29 de junio de 1968 en el Circuito de Assen.

## Resultados 500cc
En 500cc, Giacomo Agostini aparentemente decidió jugar con sus oponentes. Durante seis vueltas se quedó con un grupo formado por Billie Nelson, Jack Findlay, John Cooper, Silvio Grassetti y Peter Williams. Estos pilotos deberían tener la esperanza de la victoria al suponer que MV Agusta no iba bien hasta que Agostini les dejó cuando a él le apeteció. Grassetti pronto tuvo que darse por vencido porque su Bianchi estaba funcionando mal, pero los otros lucharon duro los unos contra los otros. Cuando Findlay estaba en cabeza en la sexta vuelta, Ago pensó que era suficiente y rápidamente se escapó del grupo principal. Nelson se estrelló y no pudo reiniciar porque su moto estaba llena de arena. Cooper y Findlay lucharon hasta la línea de meta, cuando Findlay terminó con el McIntyre-Matchless justo por delante de Cooper (Seeley).
| Pos.    | Piloto            | Equipo                    | Tiempo       | Pts. |
| ------- | ----------------- | ------------------------- | ------------ | ---- |
| 1       | Giacomo Agostini  | MV Agusta                 | 1h 05' 22" 2 | 8    |
| 2       | Jack Findlay      | Matchless                 | +1' 19" 1    | 6    |
| 3       | John Cooper       | Seeley                    | +1' 19" 2    | 4    |
| 4       | Peter Williams    | Matchless                 | +1' 19" 3    | 3    |
| 5       | Kel Carruthers    | Norton                    | +2' 48" 5    | 2    |
| 6       | Ron Chandler      | Seeley                    | +2' 56" 1    | 1    |
| 7       | Malcolm Uphill    | Norton                    | +2' 59" 9    |      |
| 8       | Rodney Gould      | Norton                    | +3' 01" 6    |      |
| 9       | John Hartle       | Cowless Metisse-Matchless | +1 Vuelta    |      |
| 10      | Theo Louwes       | Norton                    | +1 Vuelta    |      |
| 11      | Bert Oosterhuis   | Norton                    | +1 Vuelta    |      |
| 12      | Walter Scheimann  | Norton                    | +1 Vuelta    |      |
| 13      | Karl Hoppe        | Matchless                 | +2 Vueltas   |      |
| Ret     | Alberto Pagani    | LinTo                     | Ret          |      |
| Ret     | Gyula Marsovszky  | Matchless                 | Ret          |      |
| Ret     | Derek Woodman     | Seeley                    | Ret          |      |
| Ret     | Errol Cowan       | Matchless                 | Ret          |      |
| Ret     | Silvio Grassetti  | Bianchi                   | Ret          |      |
| Ret     | Steve Jolly       | Matchless                 | Ret          |      |
| Ret     | Keith Turner      | Matchless                 | Ret          |      |
| Ret     | Bohumil Staša     | ČZ                        | Ret          |      |
| Ret     | Billie Nelson     | Paton                     | Ret          |      |
| Ret     | Rex Butcher       | Matchless                 | Ret          |      |
| Ret     | Godfrey Nash      | Norton                    | Ret          |      |
| Ret     | Dan Shorey        | Norton                    | Ret          |      |
| Ret     | John Dodds        | Norton                    | Ret          |      |
| Ret     | Angelo Bergamonti | Paton                     | Ret          |      |
| Ret     | Bosse Granath     | Matchless                 | Ret          |      |
| Fuente: |                   |                           |              |      |

## Resultados 350cc
La carrera de 350cc en Assen fue emocionante solo unas pocas vueltas. Hasta la tercera, Renzo Pasolini podría seguir un poco con la Benelli cuatro cilindros a Giacomo Agostini, aunque tuvo que correr grandes riesgos. Tan grande que se cayó. Se las arregló para comenzar de nuevo e incluso mantener el segundo lugar, pero unas vueltas más tarde tuvo que retirarse. Kel Carruthers estuvo en segundo lugar con la Aermacchi single durante mucho tiempo, pero tuvo que retirarse con daños en el motor. Entonces Gilberto Milani con su Aermacchi se colocó en segundo lugar, atacado por Billie Nelson con el Paton y Ginger Molloy con Bultaco. Las Patons de Nelson y Angelo Bergamonti, sin embargo, no duraron y Molloy fue finalmente demasiado fuerte para Milani. Molloy fue segundo y Milani, tercero.

| Pos. | Piloto            | Moto              | Tiempo       | Pts. |
| ---- | ----------------- | ----------------- | ------------ | ---- |
| 1    | Giacomo Agostini  | MV Agusta         | 1h 05' 22" 7 | 8    |
| 2    | Ginger Molloy     | Bultaco           | +1 Vuelta    | 6    |
| 3    | Gilberto Milani   | Aermacchi         | +1 Vuelta    | 4    |
| 4    | Bohumil Staša     | ČZ                | +1 Vuelta    | 3    |
| 5    | Derek Woodman     | Metisse-Aermacchi | +1 Vuelta    | 2    |
| 6    | Dave Simmonds     | Kawasaki          | +1 Vuelta    | 1    |
| 7    | Peter Williams    | AJS               | +1 Vuelta    |      |
| 8    | Karl Hoppe        | Aermacchi         | +1 Vuelta    |      |
| 9    | Dan Shorey        | Norton            | +1 Vuelta    |      |
| 10   | Ron Chandler      | Seeley            | +1 Vuelta    |      |
| 11   | Godfrey Nash      | Norton            | +1 Vuelta    |      |
| 12   | Heinz Rosner      | MZ                | +1 Vuelta    |      |
| 13   | Rudolf Thalhammer | Aermacchi         | +1 Vuelta    |      |
| 14   | Karel Bojer       | ČZ                | +1 Vuelta    |      |
| 15   | Bosse Granath     | Husqvarna         | +2 Vueltas   |      |
| 16   | Cas Swart         | Ducati            | +3 Vueltas   |      |
| 17   | Jaap Moojen       | Honda             | +3 Vueltas   |      |
| Ret  | Kel Carruthers    | Drixton-Aermacchi | Ret          |      |
| Ret  | Billie Nelson     | Hannah-Paton      | Ret          |      |
| Ret  | Angelo Bergamonti | Hannah-Paton      | Ret          |      |
| Ret  | Renzo Pasolini    | Benelli           | Ret          |      |

## Resultados 250cc
En el cuarto de litro, Bill Ivy y Phil Read intercambiaron posiciones casi cada vuelta, pero finalmente Ivy cruzó la línea primero, solo con una décima sobre Read. Pasolini no estaba en forma debido a su caída en 350cc a principios de ese día, pero aun así quedó tercero.

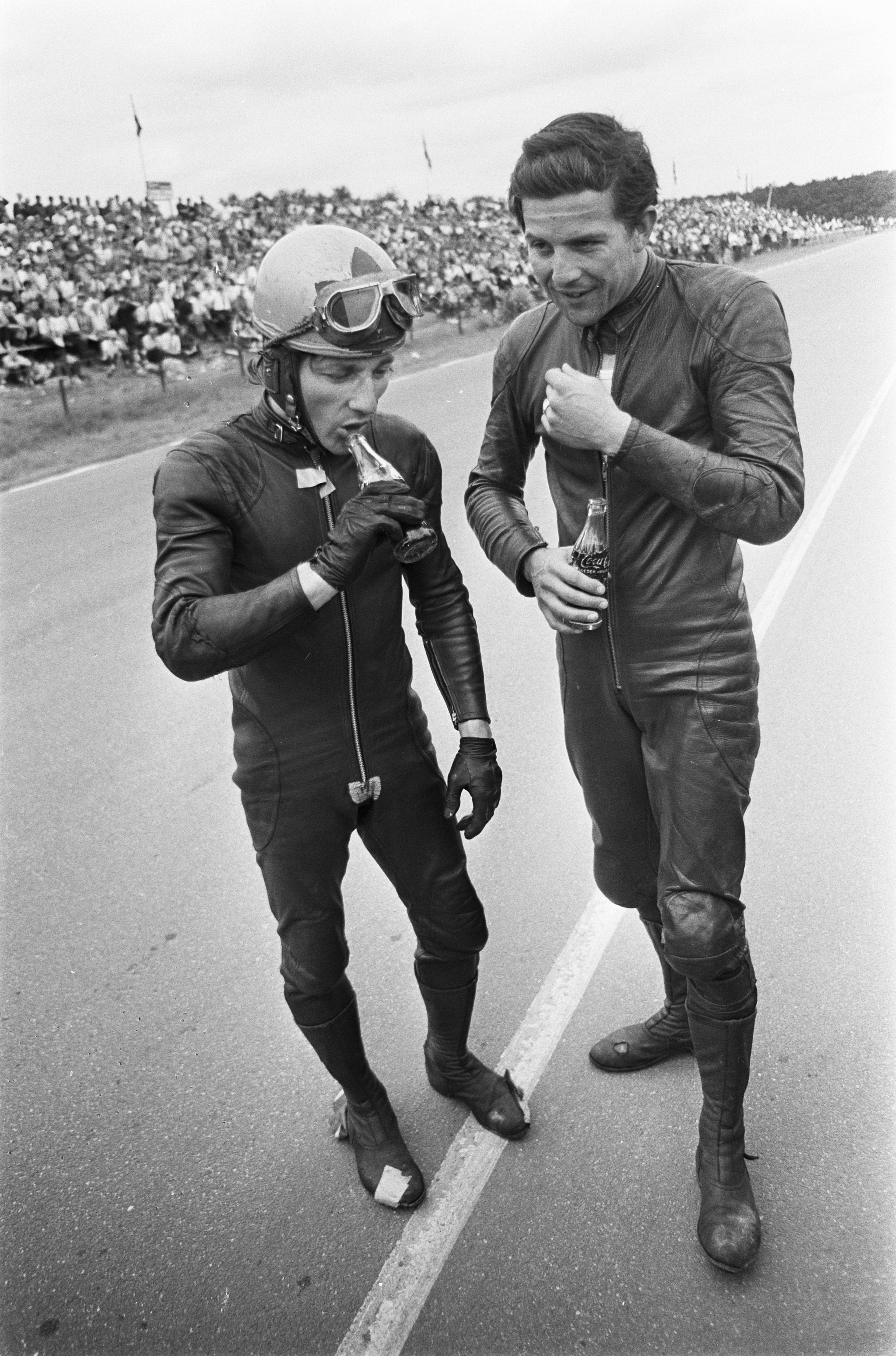
Bill Ivy y Phil Read en la carrera de 250cc

| Pos. | Piloto             | Moto      | Tiempo     | Pts. |
| ---- | ------------------ | --------- | ---------- | ---- |
| 1    | Bill Ivy           | Yamaha    | 55' 23" 9  | 8    |
| 2    | Phil Read          | Yamaha    | +0" 1      | 6    |
| 3    | Renzo Pasolini     | Benelli   | +1' 43" 3  | 4    |
| 4    | Heinz Rosner       | MZ        | +2' 12" 9  | 3    |
| 5    | Rodney Gould       | Yamaha    | +3' 31" 6  | 2    |
| 6    | Santiago Herrero   | OSSA      | +1 Vuelta  | 1    |
| 7    | John Cooper        | Yamaha    | +1 Vuelta  |      |
| 8    | Ginger Molloy      | Bultaco   | +1 Vuelta  |      |
| 9    | Gilberto Milani    | Aermacchi | +1 Vuelta  |      |
| 10   | Jack Findlay       | Bultaco   | +1 Vuelta  |      |
| 11   | Cees van Dongen    | Yamaha    | +1 Vuelta  |      |
| 12   | Lothar John        | Suzuki    | +1 Vuelta  |      |
| 13   | Tommy Robb         | Bultaco   | +1 Vuelta  |      |
| 14   | Gyula Marsovszky   | Bultaco   | +1 Vuelta  |      |
| 15   | František Št'astný | Jawa      | +1 Vuelta  |      |
| 16   | Ruud Breedt        | Bultaco   | +1 Vuelta  |      |
| 17   | Rudolf Thalhammer  | Aermacchi | +1 Vueltas |      |
| 18   | Cliff Carr         | Bultaco   | +2 Vueltas |      |
| 19   | Jan Kostwinder     | Yamaha    | +2 Vueltas |      |
| Ret  | Giuseppe Visenzi   | Bultaco   | Ret        |      |

## Resultados 125cc
En 125cc, se esperaba la aparición de la MZ de tres cilindros, pero Heinz Rosner arracó comenzó con la RE 125 de dos cilindros. Estaba en la primera fila, pero ya sabía que no tenía ninguna posibilidad contra las Yamahas de Bill Ivy y Phil Read. Estos dos pilotos repitieron la pugna que ya habían tenido en 250cc.  Sin embargo, Ivy fue a boxes después de la primera vuelta. Se lesionó al comienzo de un tobillo y tenía demasiado dolor para continuar. Heinz Rosner también se había separado de sus perseguidores y estaba en segundo lugar, solo perseguido por Dave Simmonds con Kawasaki. Simmonds rodaba bien e incluso adelantó a Phil Read en la sexta vuelta. Sin embargo, Read solo dio gas real y recuperó el liderazgo. Rosner finalmete se tuvo que retirar. Ginger Molloy se acomodó en el tercer lugar y Jan Huberts remontó desde el undécimo lugar hasta llegar al cuarto lugar. En la última vuelta, Simmonds cometió un error y Jan Huberts pudo tomar el tercer lugar detrás de Read y Molloy con su MZ privada.
| Pos. | Piloto            | Moto          | Tiempo     | Pts. |
| ---- | ----------------- | ------------- | ---------- | ---- |
| 1    | Phil Read         | Yamaha        | 48' 38" 7  | 8    |
| 2    | Ginger Molloy     | Bultaco       | +2' 10" 6  | 6    |
| 3    | Jan Huberts       | MZ            | +2' 24" 5  | 4    |
| 4    | Salvador Cañellas | Bultaco       | +2' 26" 6  | 3    |
| 5    | Dieter Braun      | Neckermann-MZ | +2' 55" 5  | 2    |
| 6    | Giuseppe Visenzi  | Montesa       | +3' 25" 2  | 1    |
| 7    | Gordon Keith      | Yamaha        | +3' 25" 3  |      |
| 8    | Tommy Robb        | Bultaco       | +3' 36" 9  |      |
| 9    | Barry Smith       | Derbi         | +1 Vuelta  |      |
| 10   | Ruud Breedt       | Honda         | +1 Vuelta  |      |
| 11   | Herbert Denzler   | Honda         | +1 Vuelta  |      |
| 12   | Bob Coulter       | Bultaco       | +1 Vuelta  |      |
| 13   | Lothar John       | MZ            | +1 Vuelta  |      |
| 14   | Martin Carney     | Bultaco       | +1 Vuelta  |      |
| 15   | Aad Droog         | Honda         | +1 Vuelta  |      |
| 16   | Henk Mos          | Honda         | +2 Vueltas |      |
| Ret  | Heinz Rosner      | MZ            | Ret        |      |
| Ret  | David Simmonds    | Kawasaki      | Ret        |      |
| Ret  | Bill Ivy          | Yamaha        | Ret        |      |
| Ret  | Kent Andersson    | MZ            | Ret        |      |
| Ret  | Trevor Burgess    | TSR           | Ret        |      |
| Ret  | László Szabó      | MZ            | Ret        |      |

## Resultados 50cc
En la categoría de 50cc, Paul Lodewijkx (Jamathi) fue el más rápido en los entrenamientos, pero inicialmente no pudo hacer más que seguir a la Suzuki de Hans Georg Anscheidt. Anscheidt se escapó hasta el final y en la penúltima vuelta su ventaja era de unos 60 metros. Sin embargo, Lodewijkx puso toda la carne en el asador y llegó con más velocidad que el alemán  en la última curva. Incluso pudo aprovechar la aspiración de un rezagado para acabar primero, justo por delante de Anscheidt. Fue la primera victoria holandesa sobre una moto holandesa desde la de Dick Renooy con su Eysink exactamente veinte años antes. Tan solo una décima separó a Lodewijkx y Anscheidt. Aalt Toersen (Kreidler) terminó tercero a medio minuto. A pesar de la derrota, Hans Georg Anscheidt e convertía en campeón del mundo de la categoría, pero nadie lo sabía porque aúin no se habían cancelado los Grandes Premios de Francia y Japón.
| Pos. | Piloto               | Moto             | Tiempo     | Pts. |
| ---- | -------------------- | ---------------- | ---------- | ---- |
| 1    | Paul Lodewijkx       | Jamathi          | 31' 32"    | 8    |
| 2    | Hans-Georg Anscheidt | Suzuki           | +0" 1      | 6    |
| 3    | Aalt Toersen         | Kreidler         | +30" 2     | 4    |
| 4    | Jan de Vries         | Kreidler         | +46" 9     | 3    |
| 5    | Jos Schurgers        | J.S. Kreidler    | +1' 32" 4  | 2    |
| 6    | Rudolf Schmälzle     | Kreidler         | +1' 46" 3  | 1    |
| 7    | Jan Bruins           | Kreidler         | +2' 06" 6  |      |
| 8    | Rudolf Kunz          | Kreidler         | +2' 13" 6  |      |
| 9    | Jacques De Ara       | Derbi            | +3' 06" 7  |      |
| 10   | Jan van Leeuwen      | Honda            | +3' 07" 2  |      |
| 11   | Jaap Mooyen          | Kreidler         | +3' 07" 8  |      |
| 12   | Herbert Denzler      | Kreidler         | +3' 07" 9  |      |
| 13   | Janko-Florijan Štefe | Tomos            | +3' 17" 4  |      |
| 14   | Martin Mijwaart      | Jamathi          | +3' 25" 5  |      |
| 15   | Herman Meijer        | Hemeyla-Kreidler | +4' 15"    |      |
| 16   | André Guinot         | Derbi            | +4' 16" 5  |      |
| 17   | Philippe Ruyssen     | Derbi            | +4' 19" 5  |      |
| 18   | Henk Mos             | Kreidler         | +4' 26" 3  |      |
| 19   | George Ashton        | Garelli          | +1 Vuelta  |      |
| 20   | Bernard Hausel       | Kreidler         | +1 Vuelta  |      |
| 21   | Jean-Louis Pasquier  | Derbi            | +2 Vueltas |      |
| Ret  | Luc Foekema          | Kreidler         | Ret        |      |